# Teru teru bōzu

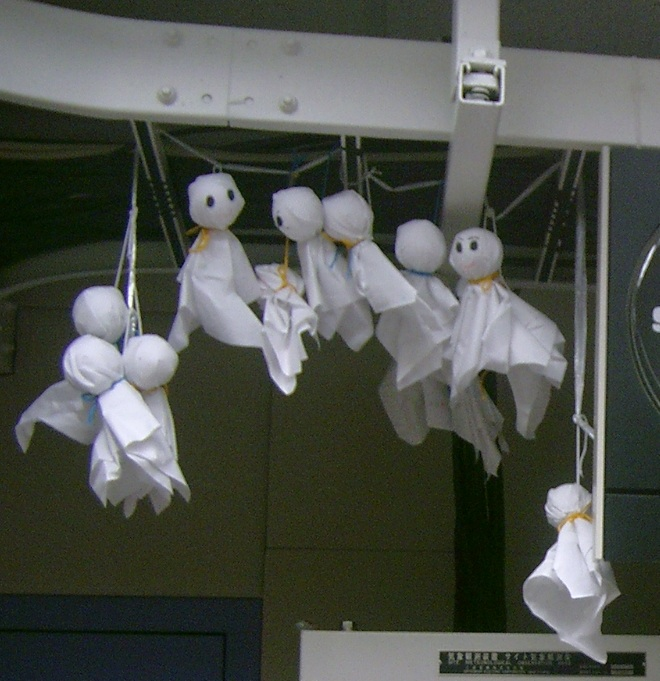
Muñecos teru teru bōzu.

Un teru teru bōzu (てるてる坊主 / 照る照る坊主 lit. Monje brillante?) es un pequeño muñeco tradicional japonés hecho con papel blanco o tela, que se cuelga en las ventanas en los días de lluvia. Es, según la tradición, un amuleto que sirve para prevenir los climas lluviosos y llamar el buen tiempo. Si este hace buen tiempo, se vierte sobre él una libación de sake sagrado y se lava en un río. Al colgarlos de forma invertida, significa el deseo de atraer a la lluvia.

## Etimología
El nombre proviene de teru, un verbo que significa «brillo», y bōzu, que es «monje» (compárese con la palabra bonze); en el argot moderno quiere decir «calvo», refiriéndose a los monjes budistas que tienen la cabeza rapada (como la del muñeco), mientras que teru teru es una broma en relación con el reflejo de la luz en la cabeza rapada de esos monjes. Aunque bōzu también se utiliza como término cariñoso para dirigirse a los niños pequeños.
El nombre del amuleto también varía de acuerdo a la región de Japón, como «teru teru hoshi» (lit. 'Estrella brillante') y «hiyori bōzu» (lit. 'Monje del buen tiempo'); otros nombres son: «fure fure bōzu», «ame ame bōzu» o «rutte-bōzu». Cuando el muñeco está de cabeza, se le llama «sakasa bōzu», que viene de sakasa 'invertido'.

## Origen
El teru teru bōzu se hizo popular en el período Edo (1603-1868), donde los niños construían estos amuletos para tener un buen tiempo el próximo día, recitando las palabras: «curandero del buen clima, por favor deja que el clima sea bueno mañana». Según el Ureshu Koran era costumbre que se dibujara el rostro del muñeco, como un pedido directo a que cesara la lluvia. Se conoce gracias al Nihon Kokugo Daijiten («Diccionario de la Lengua Japonesa»), que en la literatura de la era Shogunato, se le denotaba de diversas maneras al amuleto: «Teribina», «Teriboshi», «Teriteri-boshi», «Teruteru», «Teruteru-boshi» y «Tereteru-boshi».  
En la actualidad los niños construyen estos amuletos con papel tisú o tela blanca, y los cuelgan en la ventana con el deseo de tener un día soleado al día siguiente, frecuentemente en días anteriores a una excursión escolar o a un pícnic.

### Canción infantil
Existe también una famosa canción o warabe uta asociada con el teru teru bōzu, escrita por Kyoson Asahara y compuesta por Shinpei Nakayama, que se estrenó en 1921:

Japonés:

てるてるぼうず、てるぼうず

明日天気にしておくれ

いつかの夢の空のように

晴れたら金の鈴あげよ

てるてるぼうず、てるぼうず

明日天気にしておくれ

私の願いを聞いたなら

甘いお酒をたんと飲ましょう

てるてるぼうず、てるぼうず

明日天気にしておくれ

それでも曇って泣いてたら

そなたの首をちょんと切るぞ

Rōmaji:

 Teru-teru-bozu, teru bozu

 Ashita tenki ni shite o-kure

 Itsuka no yume no sora no yo ni

 Haretara kin no suzu ageyo

 Teru-teru-bozu, teru bozu

 Ashita tenki ni shite o-kure

 Watashi no negai wo kiita nara

 Amai o-sake wo tanto nomasho

 Teru-teru-bozu, teru bozu

 Ashita tenki ni shite o-kure

 Sore de mo kumotte naitetara

 Sonata no kubi wo chon to kiru zo

Traducción:

 Teru-teru-bozu, teru bozu

 Haz que mañana haga un día soleado

 Como el cielo una vez en mi sueño

 Si está soleado te daré un cascabel dorado

 Teru-teru-bozu, teru bozu

 Haz que mañana sea un día soleado

 Si escuchaste mi deseo

 Nosotros beberemos mucho vino dulce de arroz

 Teru-teru-bozu, teru bozu

 Haz que mañana sea un día soleado

 Pero si está nublado y tú estás llorando

 Entonces, yo te cortaré la cabeza

Como muchas otras canciones, esa música tiene un origen más oscuro de lo que parece. Generalmente está asociada a la historia de un monje que prometió a los agricultores detener la lluvia y traer el buen tiempo en un momento en que la lluvia estaba arruinando las cosechas de arroz. Cuando el monje no consiguió traer el día soleado, fue ejecutado. La tercera estrofa de la letra: «... si sigues llorando cuando se nubla, te cortaré la cabeza», fue controversial, ya que aunque la letra estaba incluida al principio tanto en el álbum Shojo no tomo como en libros de texto, era censurada debido a su crudeza. Varios historiadores japoneses no están de acuerdo con la versión de la historia que se narra en la canción.